# Henri Pescarolo
Henri Pescarolo (Párizs, 1942. szeptember 25. –) francia autóversenyző, volt Formula–1-es pilóta, négyszeres Le-Mans-i 24 órás futamgyőztes. 64 Formula–1-es versenyen indult, bemutatkozása 1968. szeptember 22-én volt. Egy dobogós helyezést ért el, összesen 12 bajnoki pontot szerzett. Jellegzetes zöld bukósisakban versenyzett, arcán szakállat visel, mely részben eltakarja egy balesetben szerzett égési sérüléseit.
Henri Pescarolo részt vesz az évente megrendezésre kerülő Dakar-ralin.

## Pályafutása
Miután a Formula–1-es versenyzéstől visszavonult, megalapította saját csapatát, amely a Le Mans-i sorozatban és a Le Mans-i 24 órás autóversenyen vett részt. 1972-ben versenyzőtársával, Graham Hillel megnyerte a versenyt. Csapatát, a Pescarolo Sport-ot többek közt a Sony PlayStation 2-je és Gran Turismo 4-e szponzorálja. Az öt év során, mialatt Pescarolo Courage C60-as prototípusokat tesztelt, annyi változtatást végeztek a versenyautón, hogy a Courage engedélyezte a csapat számára, hogy a modellt önmagukról nevezzék el. A modellt 2005-ben még tovább fejlesztették, hogy megfeleljen a „hibrid” szabályoknak. Arról nincs információ, hogy Pescarolo a jövőben használja-e az újabb Courage C70-et.

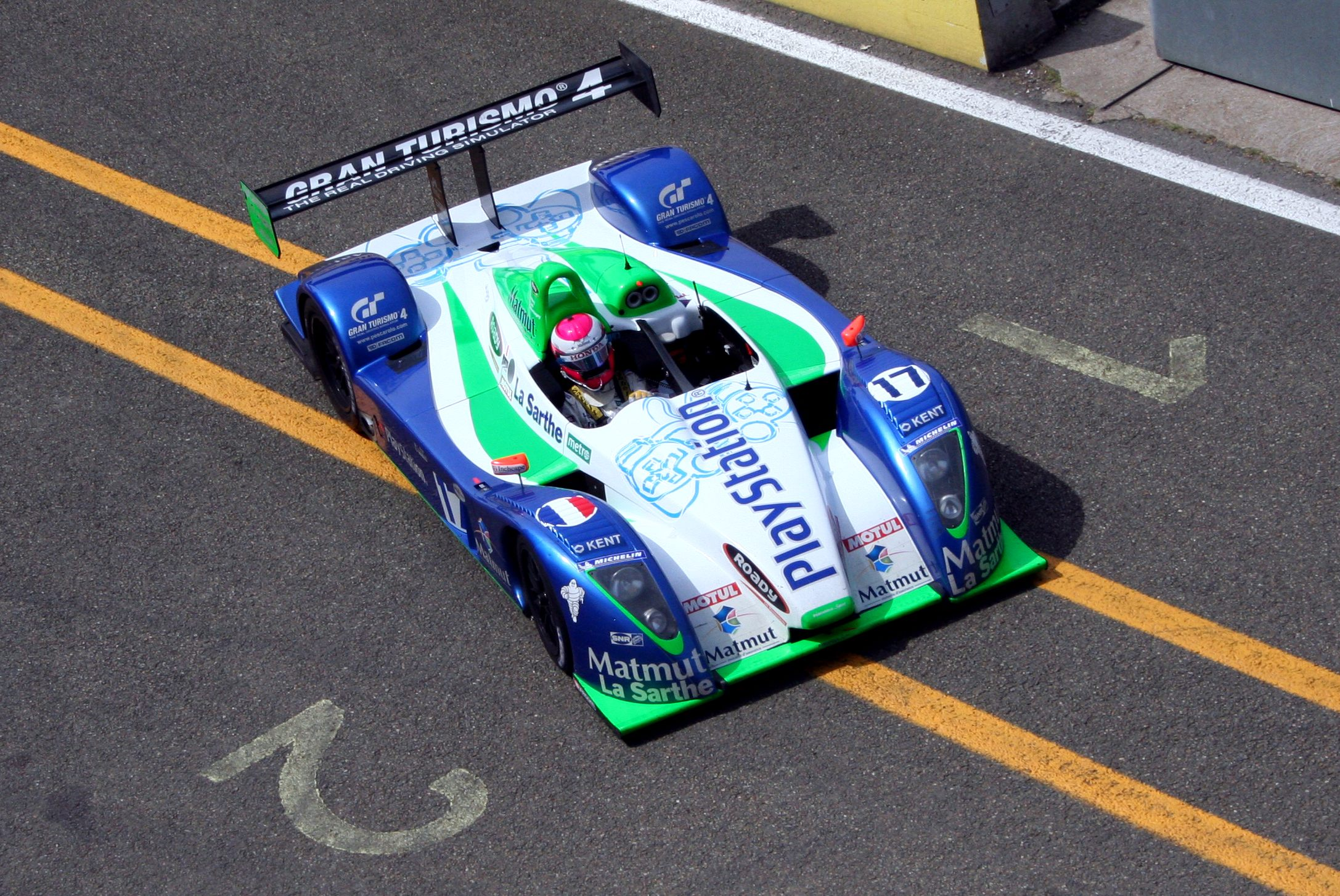
Franck Montagny a Pescarolo C60 volánja mögött a 2006-os Le Mans-i 24 órás verseny szabadedzésén

33 indulásával Pescarolo tartja a Le Mans-i indulások rekordját, versenyzői négy alkalommal nyerték meg a versenyt. Csapattulajdonosként még nem sikerült diadalmaskodnia, bár a 2005-ös versenyen ez majdnem sikerült a Pescarolo C60H-val. Abban az évben csapata megnyerte a LMES bajnokságot. A csapat 2006-ban második helyen végzett, melyet 2007-ben egy harmadik hely követett.
Henri Pescarolo lelkes helikopter pilóta.

## Teljes Formula–1-es eredménysorozata
(Táblázat értelmezése)

(Félkövér: pole-pozícióból indult; dőlt: leggyorsabb kört futott) 

| Yr   | Csapat                        | Kaszni            | Motor               | 1      | 2      | 3      | 4      | 5      | 6      | 7      | 8      | 9      | 10     | 11     | 12     | 13     | 14     | 15    | 16  | Helyezés | Pont |
| ---- | ----------------------------- | ----------------- | ------------------- | ------ | ------ | ------ | ------ | ------ | ------ | ------ | ------ | ------ | ------ | ------ | ------ | ------ | ------ | ----- | --- | -------- | ---- |
| 1968 | Matra Sports                  | Matra MS11        | Matra V12           | RSA    | ESP    | MON    | BEL    | NED    | FRA    | GBR    | GER    | ITA    | CAN Ki | USA NI | MEX 9  |        |        |       |     | -        | 0    |
| 1969 | Matra Sports                  | Matra MS7 (F2)    | Cosworth Straight-4 | RSA    | ESP    | MON    | NED    | FRA    | GBR    | GER 5  | ITA    | CAN    | USA    | MEX    |        |        |        |       |     | -        | 0    |
| 1970 | Equipe Matra Elf              | Matra-Simca MS120 | Matra V12           | RSA 7  | ESP Ki | MON 3  | BEL 6  | NED 8  | FRA 5  | GBR Ki | GER 6  | AUT 14 | ITA Ki | CAN 7  | USA 8  | MEX 9  |        |       |     | 12.      | 8    |
| 1971 | Frank Williams Racing Cars    | March 701         | Cosworth V8         | RSA 11 |        |        |        |        |        |        |        |        |        |        |        |        |        |       |     | 17.      | 4    |
| 1971 | Frank Williams Racing Cars    | March 711         | Cosworth V8         |        | ESP Ki | MON 8  | NED 13 | FRA Ki | GBR 4  | GER Ki | AUT 6  | ITA Ki | CAN NI | USA Ki |        |        |        |       |     | 17.      | 4    |
| 1972 | Team Williams-Motul           | March 721         | Cosworth V8         | ARG 8  | RSA 11 | ESP 11 | MON Ki | BEL -  | FRA NI |        | GER Ki | AUT NI | ITA NK | CAN 13 | USA 14 |        |        |       |     | -        | 0    |
| 1972 | Team Williams-Motul           | Politoys FX3      | Cosworth V8         |        |        |        |        |        |        | GBR Ki |        |        |        |        |        |        |        |       |     | -        | 0    |
| 1973 | STP March Racing Team         | March 721G/731    | Cosworth V8         | ARG    | BRA    | RSA    | ESP 8  | BEL    | MON    | SWE    |        |        |        |        |        |        |        |       |     | -        | 0    |
| 1973 | Frank Williams Racing Cars    | Iso-Marlboro IR   | Cosworth V8         |        |        |        |        |        |        |        | FRA Ki | GBR    | NED    | GER 10 | AUT    | ITA    | CAN    | USA   |     | -        | 0    |
| 1974 | Motul Team BRM                | BRM P160E         | BRM V12             | ARG 9  | BRA 14 | RSA 18 | ESP 12 | BEL Ki | MON Ki |        | NED Ki |        |        |        |        |        |        |       |     | -        | 0    |
| 1974 | Motul Team BRM                | BRM P201          | BRM V12             |        |        |        |        |        |        | SWE Ki |        | FRA Ki | GBR Ki | GER 10 | AUT    | ITA Ki | CAN    | USA   |     | -        | 0    |
| 1976 | Team Norev / B&S Fabrications | Surtees TS19      | Cosworth V8         | BRA    | RSA    | USW    | ESP    | BEL    | MON NK | SWE    | FRA Ki | GBR Ki | GER NK | AUT 9  | NED 11 | ITA 17 | CAN 19 | USA - | JPN | -        | 0    |